# Ejby kommun
Ejby kommun var en kommun i f.d. amtet Fyns amt, Danmark. Kommunen hade 10 192 invånare (2006) och en yta på 162,73 km². Den bildades vid den danska kommunreformen 1970 genom en sammanslagning av socknarna Balslev, Brenderup, Ejby, Fjelsted, Gelsted Sogn, Harndrup, Husby, Ingslev, Tanderup och Ørslev.
Sedan danska kommunreformen 2007 ingår kommunen i Middelfarts kommun.